# 克勒丘內什蒂鄉
46°29′N 24°35′E / 46.48°N 24.58°E
克勒丘內什蒂鄉（羅馬尼亞語：Comuna Crăciunești, Mureș），是羅馬尼亞的鄉份，位於該國中部，由穆列什縣負責管轄，面積48平方公里，海拔高度307米，2007年人口4,291，人口密度每平方公里89人。